# Riddarholmsbron

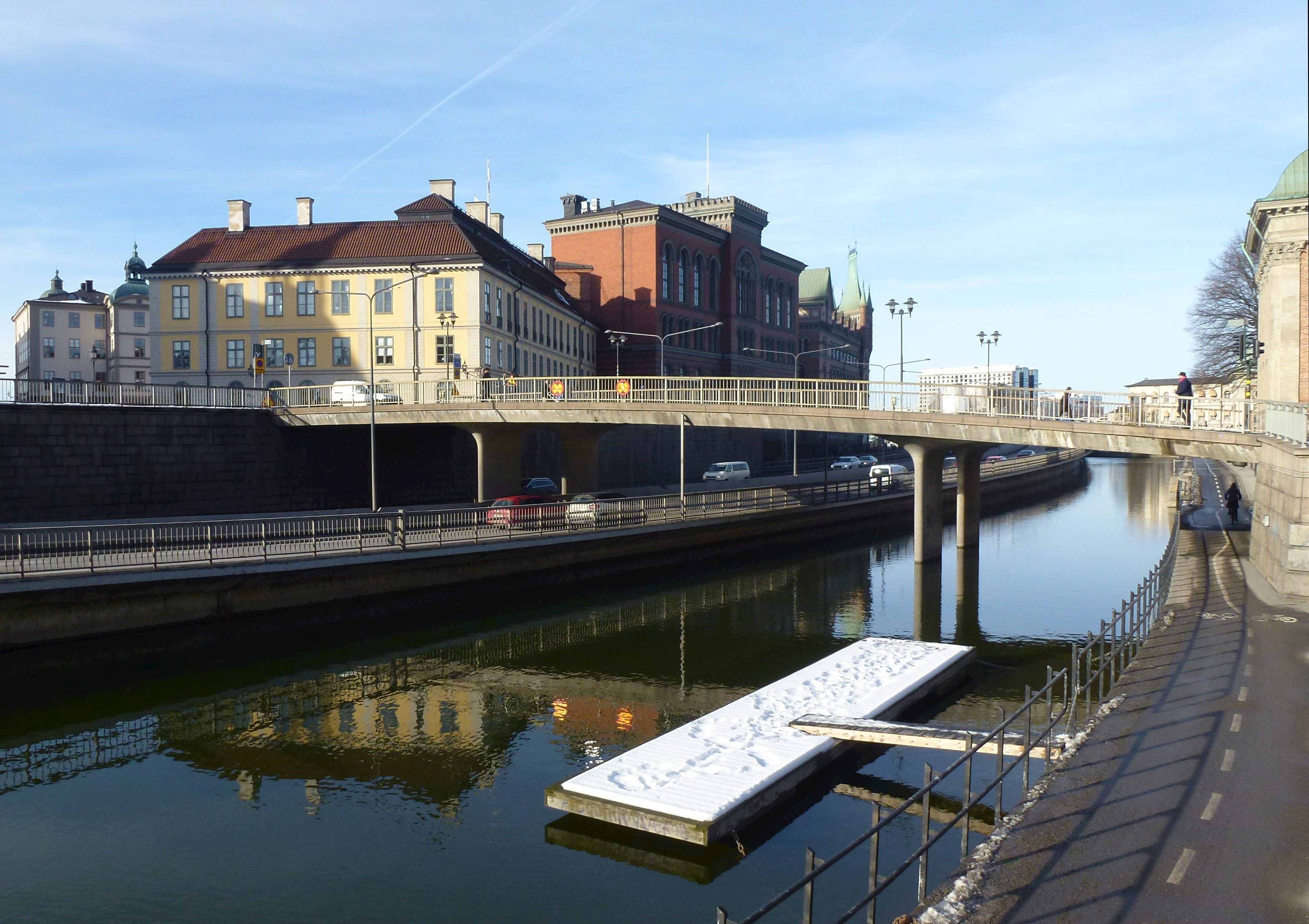
Riddarholmsbron och Riddarholmskanalen 2015.

Riddarholmsbron (även kallad Riddarhusbron) är en bro i Stockholm som förbinder Riddarhustorget i Gamla stan med Riddarholmen och spänner över Riddarholmskanalen, sammanbindningsbanan och Centralbron.

## Träbroarna

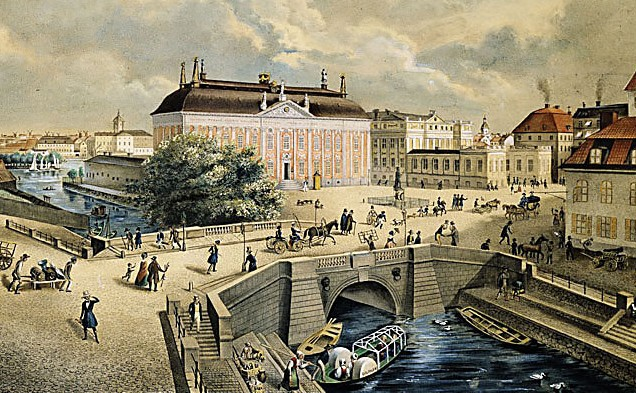
Palmstedts stenbro 1841

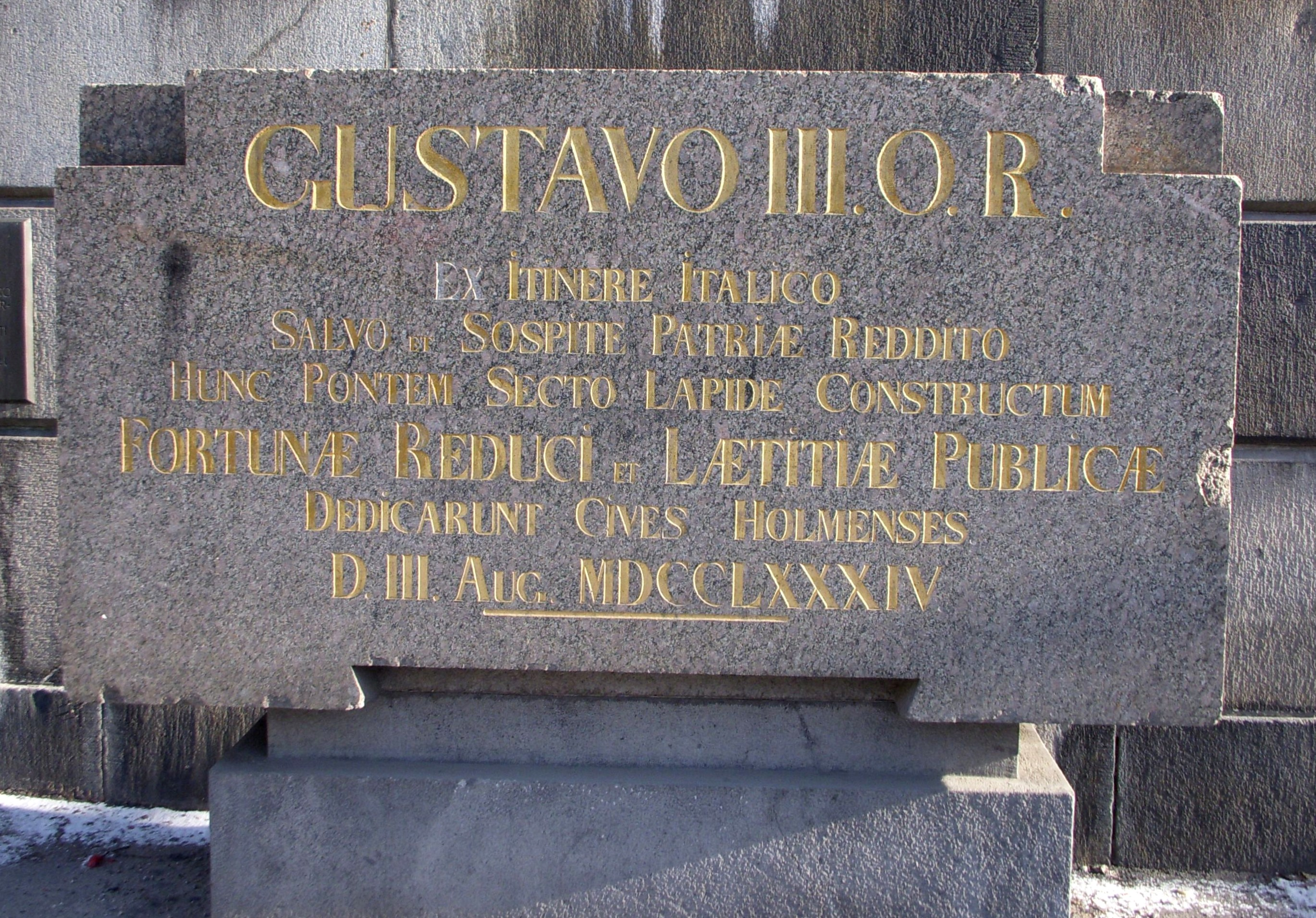
Gustav III:s minnessten

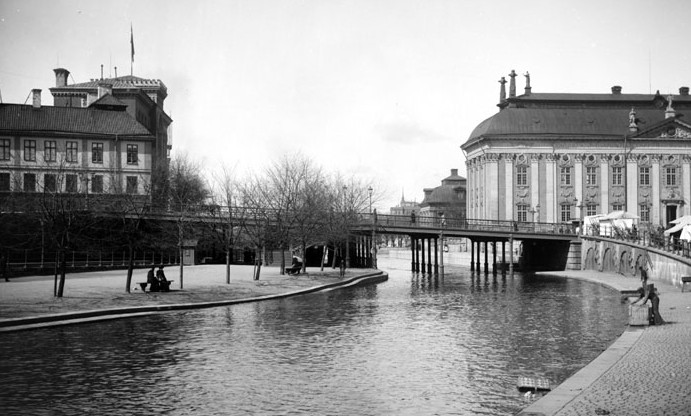
Gjutjärnsbron 1896

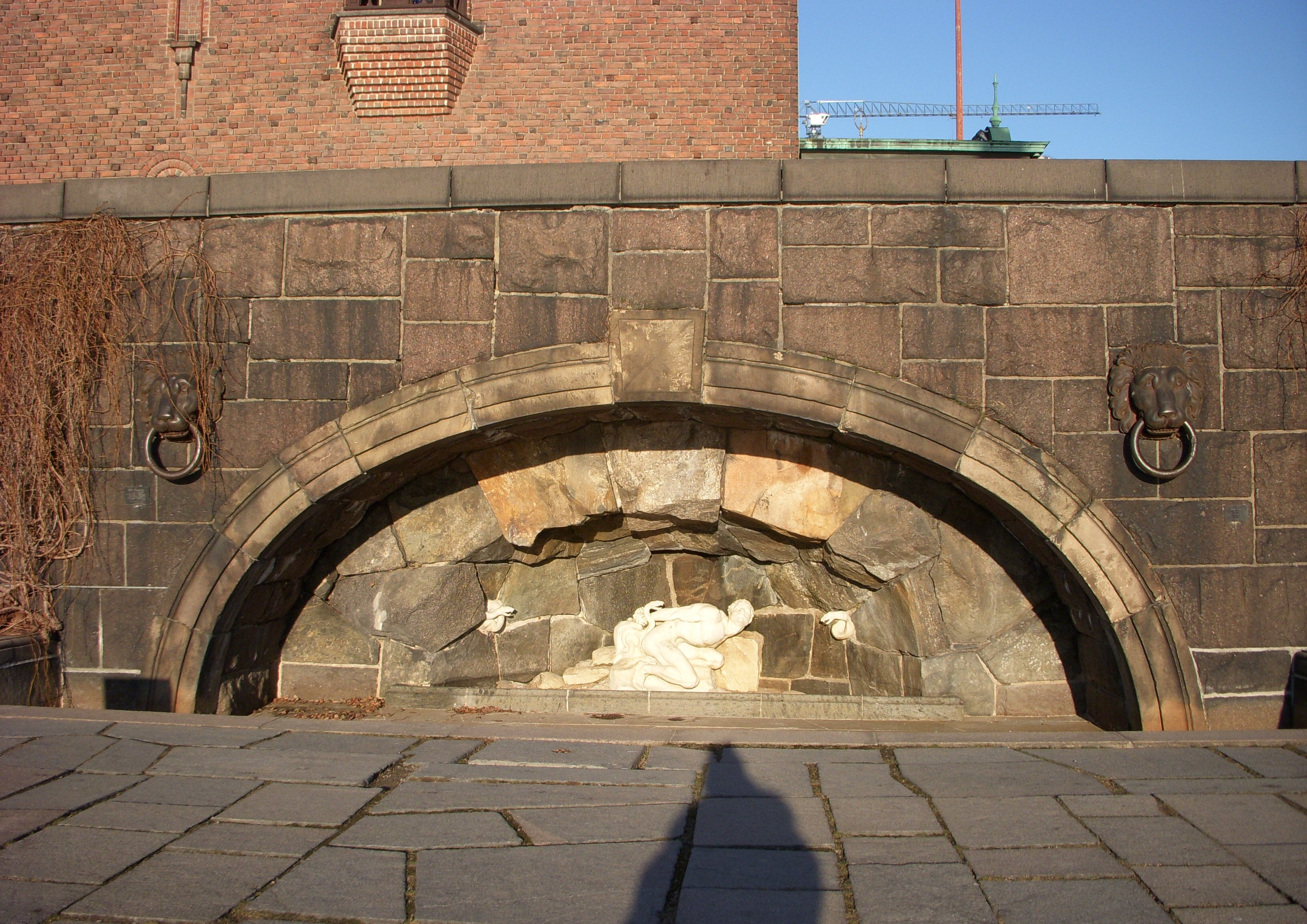
Palmstedts grotta 2009

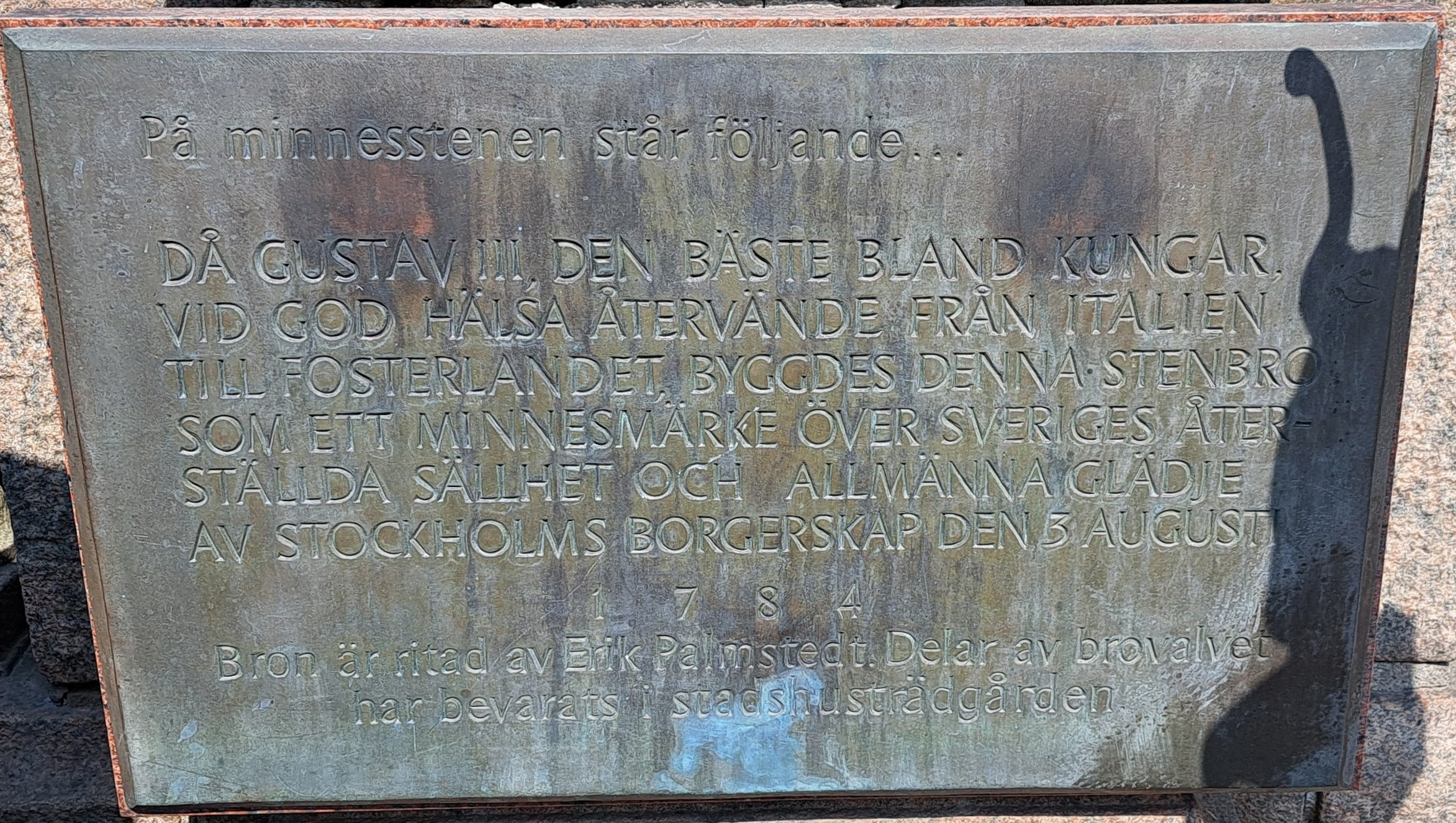
Minnesplakat på Riddarholmsbron

Den äldsta bron från Stadsholmen till Gråmunkeholmen (senare Riddarholmen) var en enkel träbro. 1630 fick riksrådet Åke Henriksson Tott tillstånd att bygga en vindbrygga från Riddarhusets västra hörn till sitt eget hus som låg mitt för Riddarholmskyrkans kor. 1655 ersattes Totts' vindbrygga av två fasta träbroar. I samband med slottsbranden 1697 inkvarterades den kungliga familjen i Wrangelska palatset på Riddarholmen och därför behövde de båda broarna en breddning och uppsnyggning vilket skedde 1738 respektive 1751.

## Palmstedts stenbro
Åren 1784-1789 ersattes de båda träbroarna med en ståtlig stenvalvbro efter arkitekt Erik Palmstedts ritningar, som en hyllning av Gustav III. Samtidigt restes en minnessten med inskription på latin:
| ” | Då Gustaf III, den bästa bland kungar, vid god hälsa återvände från Italien till fosterlandet, byggdes denna stenbro i som ett minnesmärke över Sveriges återställda sällhet och allmänna glädje av Stockholms borgerskap den 3 augusti 1784. | „ |

Minnesstenen finns kvar och är numera uppställd intill promenadvägen vid dagens bro på Gamla stans sida.

## Järnbron
År 1867 revs Palmstedts stenbro för att ge plats åt de nya järnvägsspåren för sammanbindningsbanan som drogs in till Stockholms centralstation. På grund av den fria höjden som krävdes av lokomotiv och vagnar, var man tvungen att uppföra en gjutjärnskonstruktion med fyra brospann som var både brantare och längre än sina föregångare. Ingenjör Erik Adolf Unge ritade och konstruerade denna bro.
Ett brovalv från Palmstedts stenbro räddades dock och användes av Ragnar Östberg i samband med bygget av Stockholms stadshus. Där placerades brovalvet och två så kallade lejonmaskaroner (lejonhuvud med järnringar) vid stadshustornets södra sida. Arrangemanget kallas även Palmstedts grotta. I grottan finns en marmorskulptur ”Lokes straff” av Ida Matton.

## Betongbron
I samband med bygget av Centralbron uppfördes den nuvarande 13,4 meter breda betongkonstruktionen som invigdes 1958. Arkitekt var Gunnar Lené och konstruktör Erik Vretblad.